# كينغ كونغ (فلم 2005)
«كينغ كونغ» (بالإنجليزية: King Kong) هو فلم مغامرات ملحمي، أُصدر عام 2005، وهو مقتبس من فلم بنفس الاسم كينغ كونغ أنتج عام 1933. الفلم من إخراج بيتر جاكسون صاحب سلسلة سيد الخواتم الشهيرة، والفلم من بطولة نعومي واتس وجاك بلاك وأدريان برودي. فاز الفلم بثلاث جوائز أوسكار ورُشِّح لجائزة جولدن جلوب.
تم إصدار الفلم في 14 ديسمبر 2005 في ألمانيا والولايات المتحدة، وحقق أرباحاً عند افتتاحه قُدِّرت بقيمة 50.1 مليون دولار، بينما بدا أداؤه أقل من المتوقع، حقق الفلم أرباحًا محلية وعالمية وصلت في النهاية إلى 562 مليون دولار، وأصبح رابع أعلى فلم في تاريخ يونيفرسال بيكتشرز في ذلك الوقت وخامس أعلى فلم في عام 2005 كما حققت مبيعات دي في دي بقيمة 100 مليون دولار عند إصدار الفيديو المنزلي. حصل فلم كينغ كونغ على تقييمات إيجابية إلى حد كبير من النقاد، وظهر في العديد من قوائم أفضل عشرة أفلام لعام 2005. أُشيد الفلم بتأثيراته الخاصة، وأدائه، وإحساسه بالمشهد، مقارنةً بالفلم الأصلي لعام 1933، كانت هناك بعض الانتقادات التي ركزت على مدته التي بلغت 3 ساعاتٍ تقريبًا.

## أحداث الفلم

### ملخص القصة
تدور أحداث الفلم حول مخرج يسعى إلى تصوير فلم بجزيرة مفقودة تدعى (جزيرة الجمجمة)، ويبحث عن ممثلة تتولى دور البطولة في الفلم، وبالصدفة يعثر على الفتاة المناسبة لذلك الدور. المخرج يبحر بفريق العمل تجاه الجزيرة غير أنه يخدعهم بالقول إنهم متوجهون إلى سنغافورة، وتعثر قبيلة بدائية عليهم، تخطف البطلة وتقدمها قرباناً لملكها كينغ كونغ، الذي يخوض معارك ضارية مع ديناصورات وكائنات ضخمة لحماية البطلة التي استطاعت الهرب، ويقع (كونج) في مصيدة ينصبها له المخرج، وينقل على السفينة إلى نيويورك حيث يعرض أمام الجمهور للفرجة، إلا أنه يهرب من آسريه ويعيث في المدينة فساداً بحثاً عن بطلة الفلم التي أحبها، وينتهي الفلم بمقتل (كينغ كونغ) وسقوطه من أعلى مبنى (إمباير ستايت) بعد أن أصابته رصاصات الطائرات الأميركية.

### القصة كاملة
خلال فترة الكساد الكبير في عام 1933، يتم تعيين الممثلة آن دارو في مدينة نيويورك من قبل المخرج كارل دينهام الذي يعاني عدة مشاكل ماليًا، لتمثيل دور البطولة في فلم إلى جانب الممثل بروس باكستر. تعلم «آن» أن كاتبها المسرحي المفضل، جاك دريسكول، هو كاتب السيناريو. يتم التصوير في SS Venture، تحت قيادة الكابتن إنجلهورن وكارل، يتم الإبحار إلى سنغافورة. في الحقيقة، يعتزم كارل الإبحار إلى جزيرة الجمجمة الغامضة والتصوير فيها. لدى الكابتن إنجلهورن أفكار أخرى حول الرحلة؛ إذ يدور برأسه تكهنات حول المتاعب المقبلة التي ستحصل لطاقمه. في الرحلة، تقع آن وجاك في الحب. يتلقى The Venture رسالة إذاعية لإبلاغ Englehorn بوجود مذكرة توقيف لـ كارل بسبب تحديه لأوامر الاستوديو بوقف الإنتاج.
توجه الرسالة تعليمات لـ Englehorn بالتحول إلى يانغون، لكن تضيع السفينة في الضباب وتلتف إلى جزيرة الجمجمة. يستكشف كارل وطاقمه الجزيرة ويهاجمهم السكان الأصليون الذين قتلوا اثنين من أفراد الطاقم، يتدخل إنجلهورن وينقذ طاقم الفلم، ولكن بينما يبذل الطاقم جهودًا لمغادرة المياه، يتسلل أحد السكان الأصليين إلى السفينة ويختطف آن، يقدم السكان الأصليون آن كذبيحة لكونغ، وهو غوريلا يبلغ طوله 25 قدمًا (7.6 م). لاحظ جاك اختفاء آن، وعاد الطاقم إلى الجزيرة لكن بعد فوات الأوان، فر كونغ مع آن إلى الغابة. تمكن كارل من إلقاء نظرة على كونغ ويصمم على تصويره في الفلم.
على الرغم من رعبها في البداية من آسرها عنده إلا أن «آن» تفوز بـ«كونغ» بمهاراتها في الرقص وتبدأ في استيعاب ذكاء كونغ وقدرته على الانفعال. ينظم إنجلهورن إلى فرقة الإنقاذ، بقيادة رفيقه الأول هايز وجاك، ويرافقه طاقم الفلم. يتم القبض على الفرقة بين قطيع من البرنتوصور وتصطادهم مجموعة من Venatosaurus saevidicus التي تشبه اليوتارابتور، مع مقتل العديد في التدافع الناتج، بعد ذلك، يترك باكستر المجموعة للعودة إلى السفينة.
يستمر أعضاء الفرقة المتبقون السير عبر الغابة عندما، يهاجمهم كونغ مما يجعلهم يسقطون في واد أدى إلى وفاة هايز وفقدان كاميرات كارل. يعود كونغ إلى آن وينقذها من ثلاثة ديناصورات، قبل أن يأخذها إلى مخبئه في الجبال. تتعرض مجموعة الإنقاذ المتبقية للهجوم من قبل حشرات عملاقة في الوادي، بنقذ الفريق باكستر وإنجلهورن، بينما يواصل جاك البحث عن آن، قرر كارل التقاط كونغ. يذهب جاك إلى مخبأ كونغ، ويوقظه عن غير قصد ويستفز سربًا من المخلوقات الكبيرة التي تشبه الخفافيش. بينما يقاتلهم كونغ، تهرب آن وجاك، وعند وصولهم للحائط يلاحقهم كونغ، في النهاية، تصاب آن بالذهول مما يخطط كارل لفعله. اقتحم كونغ البوابة ليعيد آن، مما أسفر عن مقتل العديد من البحارة، لكنه خضع للهزيمة عندما أخرجه كارل بالكلوروفورم.
في مدينة نيويورك، يقدم كارل «كونغ، وهو من العجائب الثامنة في العالم» في برودواي، عند عرض فلم من بطولة باكستر وكونغ المسجون. لُعِب دور آن في المسرح من قبل فتاة مجهولة، لأنها رفضت آن المشاركة في الأداء، الأمر الذي أثار غضب كونغ، عندما رأى الفتاة التي لم تكن آن، يتحرر كونغ من قيوده ويحطم المسرح. في شوارع العاصمة، يبحث كونغ عن آن ويطارد جاك، مما يفقده وعيه، قبل أن يقابل آن مرة أخرى، هي الوحيدة القادرة على تهدئته. يتشارك كونغ وآن لحظة في بركة متجمدة في سنترال بارك حتى هجوم الجيش الأمريكي، ويحاول كونغ إيصال آن ونفسه إلى الأمان من خلال الصعود إلى قمة مبنى إمباير ستيت، حيث يقاتل ست طائرات تابعة للبحرية، لكنه يُصاب كونغ بجروح قاتلة من نيران الطائرات ويسقط من المبنى. يصل جاك إلى أعلى المبنى ويرى آن، بينما يجتمع المدنيون ورجال الشرطة والجنود حول جثة كونغ في الشارع، علّق أحد المارة على أن الطائرات أوقعته. يشق كارل طريقه عبر الحشد، ويلقي نظرة أخيرة على كونغ ويقول، «لم تكن الطائرات، لقد كانت الجميلة التي قتلت الوحش.»

## طاقم التمثيل
- نعومي واتس في دور أنن داروو، ممثلة الفودفيل التي تكافح وتحتاج بشدة إلى العمل. قابلها كارل لأول مرة عندما حاولت سرقة تفاحة من كشك فواكه. بعد ذلك، وقعت في حب جاك وكونغ.
- جاك بلاك في دور كارل دينهام، المخرج الذي حصل على خريطة جزيرة الجمجمة. بسبب ديونه، بدأ كارل يفقد بوصلته الأخلاقية ويستحوذ على فلمه لدرجة أنه يتجاهل قواعد السلامة.
- أدريان برودي في دور جاك دريسكول، كاتب السيناريو الذي يقع في حب آن، يصبح عن غير قصد جزءًا من الرحلة عندما يتأخر قبل أن يتمكن من الخروج من المشروع أثناء تسليم نص إلى دينهام، هو العضو الوحيد في الطاقم الذي يتفق مع آن على أنه يجب ترك كونغ بمفرده.
- توماس كريتشمان في الدور القبطان انغليهورن، القبطان الألماني للمشروع، يُظهر إنجلهورن كرهًا لدنهام، على الأرجح بسبب طبيعته المهووسة.
- كولن هانكس في دور بريستون، مساعد دنهام الشخصي المتوتر.
- جيمي بيل في دور جيمي، مراهق ساذج.
- أندي سركيس في دور كونغ، غوريلا بطول 25 قدمًا (7.6 م) عمره ما بين 120 إلى 150 سنة،[9] هو الأخير من فصيلته.
  - فريد تاتاسكاوري أدى صوت كونغ (المؤثرات الصوتية).
  - يلعب سركيس أيضًا دور لامبي، طباخ السفينة والحلاق والجراح. بحار شجاع، يحذر دينهام من الشائعات التي سمعها عن جزيرة الجمجمة وكونغ.
- إيفان بارك بدور بنيامين «بن» هايز رفيق إنجلهورن الأول ومعلم جيمي، يقود مهمة إنقاذ آن بسبب تدريبه العسكري وخبرته القتالية التي اكتسبها خلال الحرب العالمية الأولى.
- لوبو تشان في دور تشوي، أفضل صديق للامبي.
- كايل تشاندلر بدور بروس باكستر، ممثل متخصص في أفلام المغامرة، تخلى عن مهمة إنقاذ آن ولكنه أحضر إنجلهورن لإنقاذ فريق البحث من حفرة الحشرات، ومنح الفضل لإنقاذ آن أثناء عرض برودواي لكونغ.
- جون سومنر في دور هيرب، مصور دينهام المخلص.
- كريغ هال بدور مايك، صوت دينهام في الرحلة.
- وليام جونسون بدور ماني، ممثل مسرحي وزميل دارو.
- مارك هادلو في دور هاري، ممثل فودفيلي مكافح.
- ظهرا جيد بروفي وتود ريبون في الفلم كأعضاء طاقم.

بالإضافة إلى ذلك، يظهر المخرج جاكسون مع فنان الماكياج ريك بيكر كطيار ومدفعي على متن الطائرة، ويظهر أطفاله كأطفال نيويورك، ويظهر المنتج المشارك بوراس كمدفعي في الطائرة، ويظهر بوب بيرنز وزوجته كمتفرجين من نيويورك، يظهر متعاون جاكسون المتكرر هوارد شور بمظهر رائع كقائد لمسرح نيويورك حينما يهرب كونغ.
كان واتس، وبلاك، وبرودي هم أول الاختيارات لأدوار الفلم. استعدادًا لدور واتس، التقت واتس مع الممثلة الأصلية آن دارو، فاي راي. أراد جاكسون أن تظهر راي بشكل رائع وأن تقول السطر الأخير من الحوار، لكنها ماتت أثناء مرحلة ما قبل الإنتاج عن عمر يناهز 96 عامًا. تم اختيار بلاك في دور كارل دينهام بناءً على أدائه في فلمه الذي صدر عام 2000، والذي أثار إعجاب جاكسون. درس بلاك شخصية بي تي بارنوم وأورسون ويلز للإلهام. «لم أدرس [ويلز] من أجل التحرك في الفلم، بل كان ذلك لالتقاط الروح، كان رجل متهور جدًا، لدي شرائط منه وهو في حالة سكر.» تم تصوير الإضافات الأصلية في جزيرة الجمجمة من قبل مزيج من الممثلين الآسيويين والأفارقة والماوريين والبولينيزيين الذين تم رشهم بالمكياج الداكن لتحقيق صبغة ثابتة عليهم.

## الإنتاج

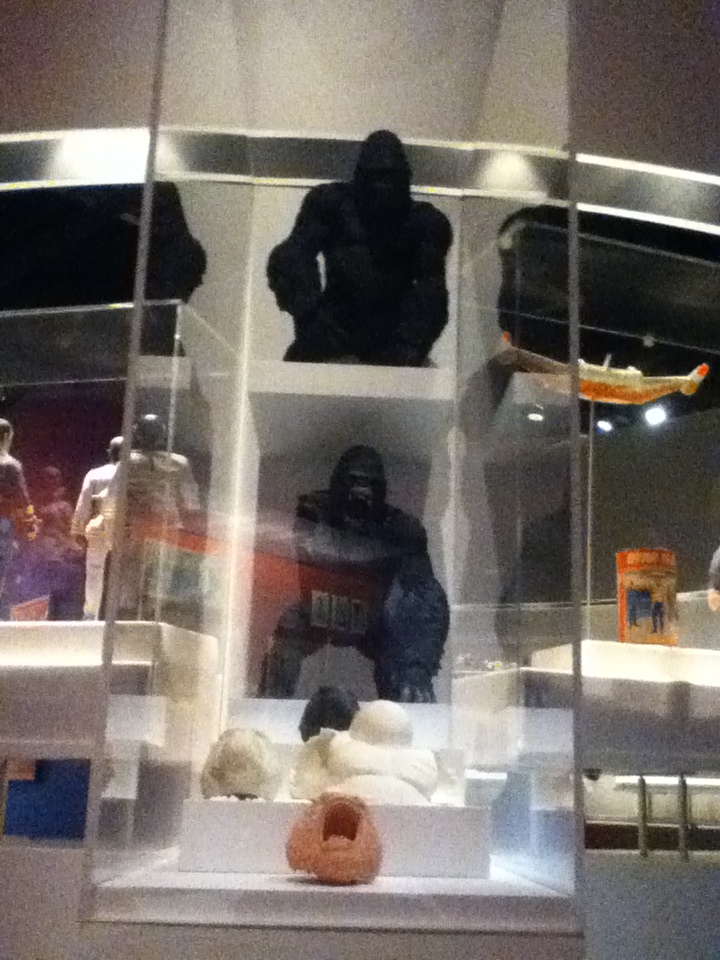
النموذج المُستخدم لكونغ في إصدار 2005 لسلسلة كينغ كونغ.

### التصوير
بدأ التصوير الفوتوغرافي الرئيسي للفلم في 6 سبتمبر 2004 في استوديوهات كامبرداون في ميرامار، نيوزيلندا. ضمت منطقة كامبرداون القرية الأصلية والسور العظيم في الفلم، شيدت شوارع مدينة نيويورك على أرض التصوير الخلفية وعلى جريسفيلد في لور هوت، نيوزيلندا. تم تصوير غالبية مشاهد SS Venture على ظهر سطح كامل تم تشييده في ساحة السيارات في إستوديوهات Camperdown ثم تم دعمها بشاشة خضراء، مع إضافة محيط المكان رقميًا على الشاشة. تم تصوير المشاهد التي تدور أحداثها في مسرح برودواي والتي هرب منها كينغ كونغ في دار أوبرا ويلينغتون وفي مسرح أوكلاند المدني. تم التصوير أيضًا في ستون ستريت ستوديوز، حيث تم إنشاء مسرح صوتي جديد لاستيعاب إحدى جلسات التصوير. خلال فترة التصوير، ارتفعت الميزانية من 175 مليون دولار إلى 207 مليون دولار بسبب المؤثرات المرئية الإضافية المطلوبة، وقام جاكسون بتمديد مدة الفلم بمقدار ثلاثين دقيقة، وقام بتغطية الفائض البالغ 32 مليون دولار بنفسه وانتهى من التصوير في مارس 2005.
ارتفعت ميزانية الفلم من 150 مليون دولار أمريكي في البداية إلى 207 مليون دولار أمريكي، حُطِّم الرقم القياسي في ذلك الوقت وتلقى دعمًا قدره 34 مليون دولار أمريكي من نيوزيلندا، مما جعله صاحب أعلى تكلفة في تاريخ السينما ذلك الوقت. وافقت يونيفرسال فقط على مثل هذا الإنفاق بعد مشاهدة عرض غير مكتمل للفلم، ومنه استجاب التنفيذيون بحماس. تقدر تكاليف التسويق والترويج بـ60 مليون دولار. كما زادت مدة الفلم؛ إذ كان من المقرر أن تكون مدته 135 دقيقة، وسرعان ما نمت إلى 200 دقيقة، مما دفع المديرين التنفيذيين لشركة يونيفرسال للسفر إلى نيوزيلندا لمشاهدة قطع تقريبي، لكنهم أحبوا ذلك حتى تمت معالجة مخاوفهم.
تضمنت الصعوبات الأخرى قرار بيتر جاكسون بتغيير الملحنين من هوارد شور إلى جيمس نيوتن هوارد قبل سبعة أسابيع من افتتاح الفلم.

### تأثيرات بصرية

أندي سركيس في بدلة كونج الخاصة به.

رأى جاكسون كينج كونج كفرصة جديدة للابتكارات التقنية في التقاط الحركة، حيث قام كريستيان ريفرز من ويتا ديجيتال بالإشراف على أداء كونغ. قرر جاكسون في وقت مبكر أنه لا يريد كونغ أن يتصرف كإنسان، لذلك دَرَس جامسون وفريقه أداء الغوريلا لساعات طويلة، لعب سركيس دور البطولة في أبريل 2003 وأعد نفسه بذلك من خلال العمل مع غوريلا في حديقة حيوان لندن. ثم سافر إلى رواندا، لمراقبة تصرفات وسلوكيات الغوريلا في البرية. أوضح ريفرز أن التقاط أداء الوجه مع سركيس تم إنجازه بسبب التشابه بين الوجوه البشرية ووجوه الغوريلا، قال ريفرز: «تتمتع الغوريلا بمجموعة متشابهة مع البشر من العيون والحواجب، يمكنك النظر إلى تلك التعبيرات ونقل التفسير الخاص بك إليها.» كما تم تركيب صور الغوريلا ذات الظهر الفضي على صورة كونغ في المراحل الأولى من الرسوم المتحركة. كان على سركيس أن يمر بساعتين من وضع الماكياج لالتقاط الحركة كل يوم، مع وجود 135 علامة صغيرة متصلة ببقع مختلفة على وجهه. بعد التصوير الرئيسي، اضطر سركيس إلى قضاء شهرين إضافيين في مرحلة التقاط الحركة، لتقليد حركات كونغ لرسامي الصور المتحركة الرقمية للفلم.
بصرف النظر عن كونغ، سكن جزيرة الجمجمة عدة ديناصورات وحيوانات كبيرة أخرى. من كتابات وأعمال العالم الجيولوجي دوجال ديكسون، استوحى مصممو الفلم ما قامت به الديناصورات والمخلوقات الأخرى قبل 65 مليون سنة.

## الإصدار
بدأت الحملة التسويقية في 27 يونيو 2005؛ عندما ظهر المقطع الدعائي لأول مرة، ظهر المقطع لأول مرة عبر الإنترنت على موقع فولكس فاجن الرسمي في الساعة 8:45 مساءً. بتوقيت شرق الولايات المتحدة، ثم 8:55 مساءً بتوقيت شرق الولايات المتحدة عبر المنافذ الإعلامية المملوكة لشركة إن بي سي العالمية (الشركة الأم لشركة يونيفرسال ستوديوز)، بما في ذلك هيئة الإذاعة الوطنية وBravo! وسي إن بي سي وإم إس إن بي سي. ظهر هذا المقطع الدعائي في المسارح المرتبطة بفلم حرب العوالم، والتي افتتحت في 29 يونيو.
كما نشر جاكسون بانتظام سلسلة من «مذكرات الإنتاج» التي أرّخت إنتاج الفلم. بدأت المذكرات بالظهور بعد فترة وجيزة من إصدار الدي في دي لفلم عودة الملك كطريقة لإعطاء عشاق سلسلة سيد الخواتم لمحة عن مشروع جاكسون التالي. تكونت فيديوهات اليوميات عدة مميزات مثل الجولات، والكاميرات المتنقلة التي قدمت الممثلين الرئيسيين خلف الكواليس، والنظرة الخاطفة داخل كشك الصوت أثناء الدبلجة في اللحظات الأخيرة.
تمت كتابة رواية للفلم ورواية سابقة بعنوان King Kong: The Island of the Skull. تم إصدار لعبة فيديو متعددة المنصات، بعنوان Peter Jackson's King Kong، والتي تضمنت نهاية بديلة. كان هناك أيضًا كتاب بعنوان The World of Kong: A Natural History of Skull Island؛ إذ يعرض عملًا فنيًا لوصف الحياة البرية الخيالية للفلم.
أعرب جاكسون عن رغبته في إعادة صياغة الفلم في صورة ثلاثية الأبعاد في وقت ما في المستقبل. كما شوهد جاكسون وهو يصور بكاميرا ثلاثية الأبعاد في بعض الأحيان أثناء تصوير كينغ كونغ.

## الموسيقى التصويرية
تم تأليف موسيقى الفلم بواسطة جيمس نيوتن هوارد، جيمس قام سابقًا بتأليف الحاسة السادسة وديناصور وأطلانتس: الإمبراطورية المفقودة وكوكب الكنز. في الأصل، كان على هوارد شور الذي عمل مع بيتر جاكسون في فلم سيد الخواتم أن يؤلف موسيقى الفلم، أكمل شور وسجّل العديد من القطع الموسيقية قبل أن يفترق هو وجاكسون. ظهر شور في الفلم كقائد في مسرح نيويورك الذي هرب منه كونغ.
تم ترشيح درجة جيمس نيوتن هوارد لاحقًا لجائزة غولدن غلوب لأفضل موسيقى تصويرية.

## الاستقبال

### شباك التذاكر

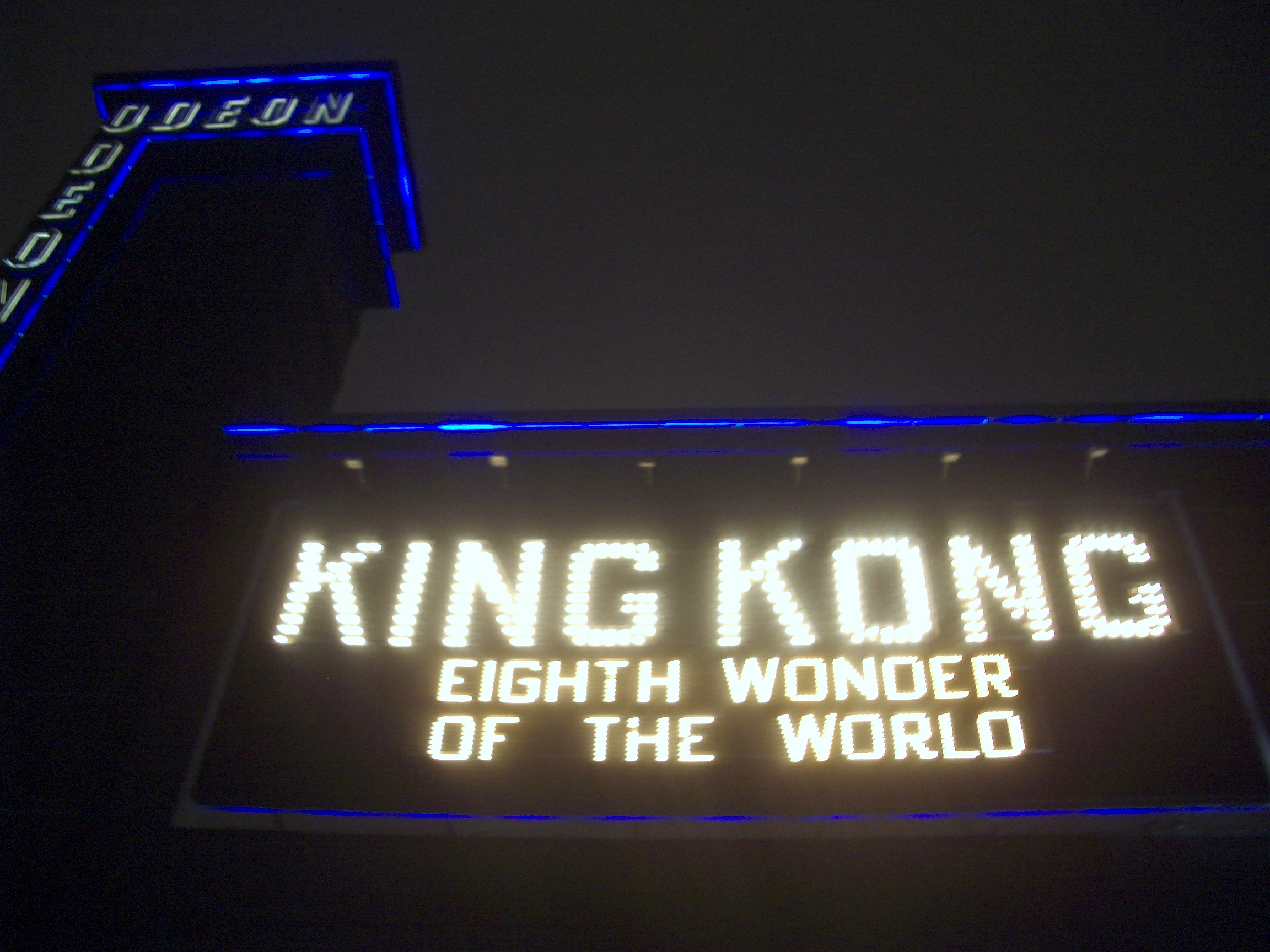
لوحة الإعلانات في العرض الأول للفلم في ميدان أوديون.

حقق الفلم أرباحاً محلية وعالمية وصلت لـ550 مليون دولار  مما جعله رابع أعلى فلم يحقق أرباحاً في تاريخ إستوديوهات يونيفيرسال. في أمريكا الشمالية، بلغ إجمالي أرباح كينج كونج 9,755,745 دولارًا أمريكيًا خلال افتتاحه يوم الأربعاء و50,130,145 دولارًا أمريكيًا خلال أول عطلة نهاية أسبوع له؛ ولمدة خمسة أيام بإجمالي 66.1 مليون دولار. اعتبر بعض المحللين أن هذه الأرقام الأولية مخيبة للآمال، قائلين أن المديرين التنفيذيين في الاستوديو كانوا يتوقعون المزيد. ذهب الفلم إلى إجمالي 218,080,025 دولارًا في سوق أمريكا الشمالية وانتهى به الأمر في قائمة أعلى خمسة أفلام ربحًا للعام. حقق الفلم 344,283,424 دولارًا إضافيًا في شباك التذاكر في مناطق أخرى بإجمالي عالمي قدره 562,363,449 دولارًا، الأمر الذي لم يضعه في أعلى خمسة أفلام ربحًا في جميع أنحاء العالم لعام 2005 فقط، بل أيضًا ساعد الفلم في إعادة أكثر من ضعين ونصف ميزانية الإنتاج.
خلال إصدار الفيديو المنزلي، باع كينج كونج ما يزيد عن 100 مليون دولار من أقراص الدي في دي، وهذا أكبر أداء لمدة ستة أيام في تاريخ يونيفرسال ستوديوز. باع كينج كونج أكثر من 7.6 مليون قرص دي في دي، مما أدى إلى تجميع ما يقرب من 194 مليون دولار من أرقام المبيعات في سوق أمريكا الشمالية وحدها. اعتبارًا من 25 يونيو 2006، حقق الفلم ما يقرب من 38 مليون دولار من إجمالي تأجير أقراص الدي في دي. في فبراير 2006، دفعت شبكة تورنر التلفزيونية / طوكيو برودكاستنغ سيستم وأيه بي سي لشركة يونيفرسال ستوديوز 26.5 مليون دولار مقابل حقوق نشر التلفزيون للفلم.

### رؤى نقدية
تلقى  كينغ كونغ مراجعات إيجابية من النقاد. في موقع المراجعة الكلي روتن توميتوز، حصل الفلم على نسبة موافقة تبلغ 84٪ بناءً على 267 مراجعة، بمتوسط تقييم بلغ 7.68 / 10. يقرأ الإجماع النقدي للموقع أن الفلم «يتميز بأحدث المؤثرات الخاصة والعروض الرائعة والشعور المهيب بالمشهد، تعد النسخة الجديدة لبيتر جاكسون من King Kong ملحمة قوية ووفية لروح النسخة الأصلية لعام 1933.» على ميتاكريتيك، حصل الفلم على 81 من أصل 100، بناءً على 39 ناقدًا، مما يشير إلى «الإشادة العالمية للفلم». أعطت الجماهير التي استطلعت آراءها على سينماسكور الفلم متوسط درجة "A-" على مقياس A + إلى F.
تم وضع الفلم من قبل العديد من النقاد من ضمن قوائم «أفضل عشرة أفلام»، منحه روجر إيبرت أربع نجوم وأدرجه في المرتبة الثامنة كأفضل فلم لعام 2005. حصل الفلم على أربعة ترشيحات لجوائز الأوسكار، عن المؤثرات البصرية، ومزج الأصوات (كريستوفر بويز، ومايكل سيمانيك، ومايكل هيدجز، وهاموند بيك)، مونتاج صوتي، وتصميم الإنتاج، وفاز بهم كلهم ما عدا الأخيرة. وصفت مجلة انترتينمنت ويكلي تصوير كونغ بأنه الشخصية الأكثر إقناعًا التي تم إنشاؤها بواسطة كمبيوتر في عام 2005. انتقد البعض الفلم لاحتفاظه بالقوالب النمطية العنصرية التي كانت حاضرة في فلم عام 1933، على الرغم من عدم اقتراح أن جاكسون فعل ذلك عن قصد. احتل كينغ كونغ المرتبة 450 على قائمة مجلة إمباير لعام 2008 لأكبر 500 فلم في كل العصور. قال بيتر برادشو، مراجع صحيفة الغارديان، إنه «يساوي بالتأكيد، بل ويتجاوز، أي شيء فعله جاكسون في فلم سيد الخواتم.»، ومع ذلك، أعطى تشارلي بروكر من صحيفة الغارديان مراجعة سلبية ووصف فيها الفلم بأنه «تم تضخيمه أكثر بستة عشر مرة مما هو لازم».

### الجوائز
حصل الفلم ثلاث جوائز أوسكار وهي: أفضل تأثيرات بصرية، وأفضل خلط أصوات، وأفضل مونتاج أصوات. كما رُشِّح لجائزة جولدن جلوب وهي: أفضل مخرج لفلم سينمائي لصالح بيتر جاكسون.
| الجائزة                             | الفئة                                                            | الترشح                                                        | النتيجة |
| ----------------------------------- | ---------------------------------------------------------------- | ------------------------------------------------------------- | ------- |
| جائزة الأوسكار                      | أفضل مونتاج صوتي                                                 | مايك هوبكينز وإيثان فان دير رين                               | فوز     |
| جائزة الأوسكار                      | أفضل خلط أصوات                                                   | هاموند بيك، وكريستوفر بويز، ومايك هوبكينز، وإيثان فان دير رين | فوز     |
| جائزة الأوسكار                      | أفضل تأثيرات بصرية                                               | جو ليتيري، وبريان فانت هول، وكريستيان ريفرز، وريتشارد تايلور  | فوز     |
| جائزة الأوسكار                      | أفضل تصميم إنتاج                                                 | وغرانت ميجر، ودان هيناه، وسيمون برايت                         | رُشِّح     |
| جوائز الأكاديمية البريطانية للأفلام | أفضل مؤثرات بصرية                                                | جو ليتيري، وبريان فانت هول، وكريستيان ريفرز، وريتشارد تايلور  | فوز     |
| جوائز الأكاديمية البريطانية للأفلام | أفضل تصميم إنتاج                                                 | غرانت ميجر                                                    | رُشِّح     |
| جوائز الأكاديمية البريطانية للأفلام | أفضل صوت                                                         | هاموند بيك، وكريستوفر بويز، ومايك هوبكينز، وإيثان فان دير رين | رُشِّح     |
| جوائز الغولدن غلوب                  | أفضل مخرج                                                        | بيتر جاكسون                                                   | رُشِّح     |
| جوائز الغولدن غلوب                  | أفضل موسيقى تصويرية                                              | جيمس نيوتن هاورد                                              | رُشِّح     |
| جائزة زحل                           | أفضل فلم خيالي                                                   |                                                               | رُشِّح     |
| جائزة زحل                           | أفضل مخرج                                                        | بيتر جاكسون                                                   | فوز     |
| جائزة زحل                           | أفضل كتابة                                                       | وفيليبا بوينز، وفران والش، وبيتر جاكسون                       | رُشِّح     |
| جائزة زحل                           | أفضل ممثلة                                                       | نعومي واتس                                                    | فوز     |
| جائزة زحل                           | أفضل زي                                                          | تيري رايان                                                    | رُشِّح     |
| جائزة زحل                           | أفضل مكياج                                                       | ريتشارد تايلور، وجينو أسيفيدو، ودومينى تيل، وبيتر كينغ        | رُشِّح     |
| جائزة زحل                           | أفضل مؤثرات خاصة                                                 | جو ليتيري، وبريان فانت هول، وكريستيان ريفرز، وريتشارد تايلور  | فوز     |
| جمعية المؤثرات البصرية              | تأثيرات بصرية بارزة في تأثيرات الحركة مدفوعة بالصورة             | جو ليتيري، وإيلين موران، وكريستيان ريفرز، وإريك سايندون       | فوز     |
| جمعية المؤثرات البصرية              | الأداء المتميز بواسطة الرسوم المتحركة شخصية في صورة الحركة الحية | أندي سركيس، وكريستيان ريفرز، وأتسوشي ساتو، وجاي ويليامز       | فوز     |
| جمعية المؤثرات البصرية              | البيئة المتميزة في صورة حركة حية                                 | دان ليمون، آر كريستوفر وايت، ومات إيتكن، وتشارلز تيت          | فوز     |
| جمعية المؤثرات البصرية              | التركيب المتميز في صورة متحركة                                   | إريك وينكويست، وميشيل بانجرازيو، وستيف كرونين، وسوزان جاندو   | رُشِّح     |

## الإصدار المنزلي
تم إصدار كينغ كونغ على دي في دي في 28 مارس 2006 في الولايات المتحدة وكندا. الإصدارات الثلاثة التي صدرت هي قرص واحد كامل، وقرص واحد موسع، وقرصين اثنين من «إصدارات وايدسكرين الخاصة».
صدرت طبعة ممتدة من ثلاثة أقراص ديلوكس في 14 نوفمبر 2006 في الولايات المتحدة، وفي 3 نوفمبر في أستراليا. تم إعادة إدخال اثنتي عشرة دقيقة في الفلم، وأربعون دقيقة إضافية متضمنة بقية الميزات الخاصة. تم نشر الفلم على أول قرصين مع تعليق بيتر جاكسون وفيليبا بوينز، وهناك أيضًا بعض الميزات الإضافية على القرصين الأول والثاني، في حين أن الميزات الخاصة الرئيسية موجودة على القرص الثالث. تم إصدار مجموعة أخرى، بما في ذلك تمثال لكونغ مليء بالرصاص وهو يتسلق مبنى إمباير ستيت، ويجوب البحرية معه آن. يبلغ إجمالي مدة الفلم الممتد 200 دقيقة.

## جزيرة الجمجمة: عهد كونغ
يتميز موقع منتجع يونيفرسال أورلاندو، جزر المغامرات، بجاذبية تسمى «جزيرة الجمجمة: عهد كونغ» والتي تستند إلى كتابة بيتر جاكسون. بينما تم تدمير جزء كينغ كونغ من منتجع Universal Studios Hollywood بنيران هائلة، تم إنشاء نسخة قصيرة ثلاثية الأبعاد من الفلم في نهاية المطاف في عام 2010. كان هذا الفلم King Kong: 360 3-D، وهو عمل آخر اعتمد أيضًا على كتابة بيتر جاكسون.

## وصلات خارجية
- الموقع الرسمي
- كينغ كونغ على موقع IMDb (الإنجليزية)
- كينغ كونغ على موقع ميتاكريتيك (الإنجليزية)
- كينغ كونغ على موقع الموسوعة البريطانية (الإنجليزية)
- كينغ كونغ على موقع روتن توميتوز (الإنجليزية)
- كينغ كونغ على موقع نتفليكس (الإنجليزية)
- كينغ كونغ على موقع قاعدة بيانات الأفلام العربية
- كينغ كونغ على موقع ألو سيني (الفرنسية)
- كينغ كونغ على موقع Turner Classic Movies (الإنجليزية)
- كينغ كونغ على موقع أول موفي (الإنجليزية)
- كينغ كونغ على موقع بوكس أوفيس موجو (الإنجليزية)